# Sky UK
Sky UK, comercializada apenas como Sky (anteriormente British Sky Broadcasting Limited), é uma companhia de telecomunicações que presta serviços no Reino Unido.
De propriedade da Sky Group, que faz parte da Comcast, a Sky UK oferece serviços de Internet de banda larga, televisão, telefonia fixa e telefonia móvel a consumidores e empresas. É a maior companhia de televisão paga do Reino Unido, com 11 milhões de clientes em 2015. Foi o serviço de televisão digital mais popular do Reino Unido, sendo superado pelo Freeview em abril de 2007. Os principais produtos da Sky são Sky Q e Sky Glass baseado na Internet, e seus principais canais são Sky Showcase, Sky Max e Sky Atlantic. Sua sede corporativa encontra-se em Isleworth, na Grande Londres. 
Formada em novembro de 1990 pela fusão da Sky Television e a British Satellite Broadcasting, a Sky tornou-se a maior companhia de televisão de assinatura digital do Reino Unido. Depois da aquisição da Sky Itália em 2014 e uma participação maioritária de 90,04% da Sky Deutschland em novembro de 2014, sua holding British Sky Broadcasting Group plc mudou de nome para Sky plc. O nome da filial britânica mudou de British Sky Broadcasting Limited para Sky UK Limited, e continua operando como Sky desde novembro de 2018.

## História

### Origem
A Satellite Television foi um dos primeiros canais de televisão a ser transmitido exclusivamente por satélite, criado por Brian Hayes, ex-integrante do canal privado inglês Thames Television. Quando começou, o canal não tinha autorização para transmitir em território britânico e oferecia principalmente programas produzidos pela empresa holandesa John de Mol Productions. Em 1982, a empresa News Corporation de Rupert Murdoch adquiriu 80% da Satellite Television e a renomeou como Sky Channel em 1984. Em 1990, a luta pela sobrevivência começou para a Sky Television plc e a British Satellite Broadcasting, após graves perdas financeiras, mas em novembro daquele ano as empresas decidiram fundirem-se, chamando-se de British Sky Broadcasting (BSkyB). A Marco Polo House foi vendida e os canais britânicos de transmissão por satélite foram removidos em favor da BSkyB. A fusão das empresas salvou assim a BSkyB financeiramente. À medida que a Astra começou a lançar mais satélites em 1991, a BSkyB pôde começar a expandir os seus serviços.

### Crescimento, transmissão de jogos e serviços multicanais
Em outubro de 1994, a BSkyB emitiu títulos nas bolsas de valores britânica e americana, com Rupert Murdoch detendo uma participação de 40%. A BSkyB adquiriu os direitos de transmissão da Premier League detidos pela ITV e começou a transmissão exclusiva após receber a aprovação da British Broadcasting Corporation, mas a Comissão Europeia questionou frequentemente isso, e em 2007-2008, uma parte dos direitos de transmissão foram transferidos para a irlandesa Setanta Sports, encerrando o monopólio da BSkyB.
O serviço de multicanais da BSkyB começou em 1º de setembro de 1993. Foi baseado na ideia do então CEO Sam Chisholm e do presidente Rupert Murdoch de converter a estratégia de negócios da empresa para um conceito inteiramente baseado em taxas. O novo pacote incluía quatro canais anteriormente disponíveis em sinal aberto, transmitidos nos satélites da Astra, bem como a introdução de novos canais. Dois meses após o lançamento, a BSkyB ganhou 400.000 novos assinantes, com a maioria tendo pelo menos um canal premium também, o que ajudou a BSkyB a alcançar 3,5 milhões de domicílios em meados de 1994. Michael Grade criticou as operações perante o Comitê Seleto do Patrimônio Nacional, principalmente pela falta de programação original em muitos dos novos canais. O serviço continuou até seu encerramento em 27 de setembro de 2001, devido à expansão da plataforma Sky Digital após o seu lançamento três anos antes.

### Sky Digital
O serviço digital da BSkyB foi lançado oficialmente em 1 de outubro de 1998 sob o nome Sky Digital, embora testes em pequena escala tenham sido realizados antes disso. Nesta altura, a utilização da marca Sky Digital fez uma distinção importante entre o novo serviço e os serviços analógicos da Sky. Os principais pontos de venda foram a melhoria na qualidade de imagem e som, o aumento do número de canais e um serviço interativo com a marca Open..., mais tarde denominado Sky Active. Em 30 dias, mais de 100.000 digiboxes foram vendidas, o que ajudou a reforçar a decisão da BSkyB de distribuir digiboxes e mini-pratos gratuitamente a partir de maio de 1999. Além da maioria dos canais do pacote Sky Multicanais, muitos dos quais transmitem horas adicionais na Sky Digital, a Sky Digital lançou vários novos canais exclusivos da oferta digital. Em junho de 2000, o serviço tinha 3,6 milhões de assinantes, o que deu à BSkyB 8,988 milhões de assinantes em todas as plataformas. Este crescimento substancial refletiu a quota de 34% de telespectadores da BSkyB em residências multicanais (acima dos 13,4% em 1999).

### Serviços de Internet Banda Larga
Em outubro de 2005, a BSkyB concordou em comprar o ISP EasyNet por £ 211 milhões. Na altura, a EasyNet era um dos poucos ISP que tinha feito grandes investimentos na desagregação do lacete local (LLU), dando à BSkyB acesso a 232 centrais telefónicas desagregadas. A EasyNet adquirida foi colocada sob uma nova divisão Sky Broadband. Em outubro de 2007, a BSkyB alcançou 1 milhão de clientes de banda larga e afirmou ter conquistado um novo cliente a cada 40 segundos. Em setembro de 2009, a Sky Broadband tinha 2,3 milhões de clientes. Em julho de 2012, a Sky Broadband atingiu quatro milhões de clientes e tinha centrais desagregadas cobrindo mais de 70% do Reino Unido. Em 1º de março de 2013, foi anunciado que a BSkyB compraria os serviços de banda larga da O2 e Be da Telefónica por £ 180 milhões adiantados, mais outros £ 20 milhões assim que os clientes fossem transferidos. A Telefónica disse que o acordo permitiria que ela se concentrasse no fornecimento de melhores serviços móveis, incluindo a implantação do 4G.

### Sky Mobile
Em 21 de outubro de 2016, foi anunciado que o pré-registro público para a nova rede móvel da Sky, Sky Mobile, ocorreria a partir de 31 de outubro de 2016. A rede operará como Full MVNO, utilizando a infraestrutura de rede de acesso de rádio da O2 e a infraestrutura completa da O2, com velocidades de rede e 4G+. Em 5 de janeiro de 2017, o Sky Mobile foi ao ar para o público em todo o Reino Unido. A partir de 30 de março de 2017, a Sky Mobile ofereceu ofertas em aparelhos. Os produtos estão disponíveis em fabricantes como Samsung, Sony e Apple.

### Mudança de nome e aquisição pela Comcast
A British Sky Broadcasting Group plc mudou seu nome para Sky plc para refletir as aquisições europeias, assim, a então British Sky Broadcasting Limited, as operações no Reino Unido da Sky olc, passaram a se chamar Sky UK Limited. A Sky plc comprou os restantes acionistas minoritários da Sky Deutschland durante 2015, utilizando um procedimento de squeeze-out para obter as ações restantes e retirar a Sky Deutschland da lista em 15 de setembro de 2015.
A Comcast, a maior provedora de TV a cabo dos Estados Unidos, superou a oferta da 21st Century Fox, em 22 de setembro de 2018, em um leilão pelo controle da Sky. Em 4 de outubro de 2018, a Fox vendeu sua participação para a Comcast, dando a esta última o controle acionário de 76,8%. Em 12 de outubro de 2018, a Comcast anunciou que adquiriria compulsoriamente o restante da Sky depois que sua oferta obteve aceitação de 95,3% dos acionistas da emissora, com a empresa sendo retirada da lista no início de 2019. A Sky foi retirada da lista em 7 de novembro de 2018, depois que a Comcast adquiriu todas as ações restantes..

### Surgimento de mais canais
Em 17 de setembro de 2020, a Sky Arts se tornou o primeiro canal Sky premium a ficar disponível no serviço Freeview terrestre gratuito, juntando-se ao Sky News e a alguns canais que traçam sua linhagem até Flextech (Pick e Challenge). Em 28 de julho de 2021, a Sky anunciou que seu canal principal Sky One seria encerrado em 1º de setembro, para ser substituído por dois canais; Sky Showcase, mostrando uma mistura de conteúdo de outros canais Sky, e Sky Max, mostrando a programação e entretenimento original da Sky exibido anteriormente no Sky One. Em 7 de outubro de 2021, a Sky anunciou um novo aparelho de TV multifuncional chamado Sky Glass. Ele foi projetado para suportar streaming de programas de TV Sky e serviços de streaming por Wi-Fi, eliminando a necessidade de uma antena parabólica ou receptor box. Foi lançado em 18 de outubro de 2021, com três tamanhos disponíveis: 43 polegadas, 55 polegadas e 65 polegadas. Em outubro de 2022, a Comcast anunciou que havia amortizado US$ 8,6 bilhões de sua avaliação da Sky, com suas vendas no terceiro trimestre caindo 14,7%, para US$ 4,3 bilhões.

## Produtos

### Sky Digibox
A Sky foi lançada com um decodificador conhecido como Sky Digibox, usando os slogans "What do you want to watch?" (O que você quer assistir?), '"Entertainment your way" (Entretenimento do seu jeito) e o slogan atual "Believe in Better" (Acredite no Melhor). Seguiu-se o Sky+, um gravador de vídeo digital com um disco rígido interno que permite aos telespectadores “pausar a televisão ao vivo” (passando de uma transmissão ao vivo para uma gravação pausada em tempo real que pode ser reiniciada a qualquer momento) e agendar programas para gravar no futuro. Nos anos posteriores, o box Sky+ e depois o box Sky+ HD substituíram a Digibox original. As primeiras fotos de um protótipo do box Sky HD começaram a aparecer em revistas em agosto de 2005. A Sky lançou serviços de HDTV em maio de 2006. Todos os boxs Sky+ HD incorporam uma versão do Sky+ usando um disco rígido de 300 GB, 500 GB ou 1 TB (de quais 160 GB, 250 GB ou 500 GB estão disponíveis para o usuário) para acomodar os dados extras necessários.

### Sky+
A Sky inicialmente cobrou uma taxa de assinatura adicional pelo uso de um Sky+ PVR com seu serviço; dispensa de cobrança para assinantes cujo pacote incluísse dois ou mais canais premium. Isso mudou a partir de 1º de julho de 2007, e agora os clientes que assinam qualquer pacote Sky têm Sky+ incluído sem custo extra. Os clientes que não assinam os canais Sky ainda podem pagar uma mensalidade para habilitar as funções Sky+. Em setembro de 2007, a Sky lançou uma nova campanha publicitária de TV direcionada ao Sky+ para mulheres. Em 31 de março de 2008, a Sky tinha 3.393.000 usuários no Sky+.
Em janeiro de 2010, a Sky descontinuou o Sky+ Box, limitou o Sky Box padrão apenas ao upgrade Multiroom e passou a emitir o Sky+ HD Box como padrão, dando assim a todos os novos assinantes as funções do Sky+. Em fevereiro de 2011, a Sky descontinuou a variante não HD de seu box Multiroom, oferecendo uma versão menor do box SkyHD sem funcionalidade Sky+.

### Sky+ HD
A Sky lançou seu serviço HDTV, Sky+ HD, em 22 de maio de 2006. Antes de seu lançamento, a Sky afirmou que 40.000 pessoas haviam se registrado para receber o serviço HD. Na semana anterior ao lançamento, começaram a surgir rumores de que a Sky estava tendo problemas de fornecimento com seu set-top box (STB) da fabricante Thomson. Na quinta-feira, 18 de maio de 2006, e continuando durante o fim de semana anterior ao lançamento, as pessoas relataram que a Sky havia cancelado ou remarcado sua instalação. Finalmente, a BBC informou que 17.000 clientes ainda não tinham recebido o serviço devido a falhas nas entregas. Em 31 de março de 2012, a Sky anunciou que o número total de residências com Sky+ HD era de 4.222.000. No início de 2012, a Sky lançou uma atualização para seu serviço Sky Anytime. Esta atualização oferece aos clientes a oportunidade de comprar e alugar filmes na Sky Store. Em junho de 2012, a Sky lançou um novo EPG para boxes Sky+ HD. A atualização incluiu uma nova aparência modernizada e funcionalidade aprimorada. A partir de 1º de outubro de 2012, Sky Anytime foi rebatizado como Sky On Demand, que incluía ITV Player e Demand 5. BBC iPlayer seguiu no final do outono com 4oD, que mudou para All 4 em 30 de março de 2015, e lançado no início de 2013.

#### Sky 3D
A Sky começou a transmitir programas em 3D em abril de 2010. Isso incluiu novos canais 3D, incluindo Sky Sports 3D e Sky Movies 3D. A Sky já experimentou a transmissão 3D ao transmitir um jogo de futebol Arsenal x Manchester United ao vivo em 3D em nove pubs situados em todo o Reino Unido.

### Sky Q
Em 18 de novembro de 2015, a Sky anunciou o Sky Q, uma gama de produtos e serviços que estariam disponíveis em 2016.  A linha Sky Q consiste em três decodificadores (Sky Q 1TB, Sky Q 2TB e Sky Q Mini), um roteador de banda larga (Sky Q Hub) e aplicativos móveis. Os decodificadores Sky Q apresentam uma nova interface de usuário, funcionalidade de ponto de acesso Wi-Fi, conectividade Power-line e Bluetooth e um novo controle remoto sensível ao toque. Os decodificadores Sky Q Mini se conectam aos decodificadores Sky Q com uma conexão Wi-Fi ou Power-line em vez de receber seus próprios feeds de satélite. Isso permite que todos os decodificadores de uma residência compartilhem gravações e outras mídias. Os boxes Sky Q Mini não são capazes de reprodução UHD devido a limitações de hardware. Sky Q ficou disponível para encomenda em 9 de fevereiro de 2016. Ao contrário do Sky+ e Sky+ HD, os boxes Sky Q permanecem propriedade da Sky e devem ser devolvidas quando o contrato terminar. Aplicam-se taxas de até £ 140 por item para itens não devolvidos – a Sky afirma que essa cobrança não compra o equipamento, que ainda deve ser devolvido.

#### 4K Ultra HD
O decodificador Sky Q 2TB é capaz de receber e exibir transmissões 4K UHD. O HDR foi adicionado em 27 de maio de 2020, juntamente com o lançamento dos canais Sky Nature e Sky Documentary. O formato HLG deve ser incluído em um número selecionado de downloads UHD VoD, começando com Sky Nature antes de ser adicionado a outro conteúdo do canal. As transmissões em UHD começaram em 13 de agosto de 2016, com a primeira partida de futebol ao vivo da Premier League da temporada 2016/17, Hull x Leicester City. As transmissões UHD estão disponíveis gratuitamente para clientes multitelas Sky Q 2TB com quaisquer outras assinaturas relevantes.

### Sky Glass
Em 11 de outubro de 2021, a Sky anunciou uma linha interna de smart TV conhecida como Sky Glass. Os recursos incluem uma tela de pontos quânticos 4K, alto-falantes de som surround Dolby Atmos integrados e controles de voz. Também foi anunciada uma câmera 4K com controles de movimento, suporte a gestos e recurso de compartilhamento de TV desenvolvido em parceria com a Microsoft. O aparelho de TV foi projetado para transmitir vídeo por meio de uma conexão com a Internet; portanto, não é necessária uma antena parabólica. Ele também inclui um sintonizador TDT de backup caso uma conexão de banda larga não esteja disponível. Sky Glass foi lançado em 18 de outubro de 2021 no Reino Unido, e 25 de agosto de 2022 na Irlanda.

### Sky Stream
Em 27 de setembro de 2022, a Sky anunciou um novo set-top box de streaming chamado Sky Stream, que foi lançada em 18 de outubro de 2022. O serviço é compatível com qualquer empresa de banda larga, porém o box está registrado em uma residência específica.

## Televisão

### Serviços

#### Televisão Digital Terrestre
A Sky inicialmente enfrentou a concorrência do serviço de televisão digital terrestre ONdigital (mais tarde renomeado ITV Digital). A ITV Digital falhou por vários motivos, incluindo, inúmeras falhas administrativas e técnicas, após uma grande crise no mercado publicitário e a quebra das pontocom. O marketing agressivo da Sky e o domínio dos direitos esportivos premium, fizeram da empresa bem sucessedida no ramo digital. Em 8 de fevereiro de 2007, a Sky anunciou sua intenção de substituir seus três canais digitais terrestres abertos por quatro canais por assinatura. Foi proposto que estes canais oferecessem uma gama de conteúdos do portfólio Sky, incluindo desporto (incluindo futebol da Premier League inglesa), filmes, entretenimento e notícias.

#### Vídeo sob Demanda
No início de 2012, a Sky lançou uma atualização para seu serviço Sky Anytime. Esta atualização oferece aos clientes a oportunidade de comprar e alugar filmes na Sky Store. Em 26 de setembro de 2012, a Sky relançou seu serviço "Anytime +" sob demanda via banda larga como "On Demand", já que o iPlayer da BBC se juntou à linha de canais que oferecem catch-up TV no box Sky + HD da empresa - vinculado a um roteador, cujo sinal foi gravado antes da visualização. A BBC estava disponibilizando os programas da semana anterior junto com ITV, All 4 do Channel 4, Channel 5 e UKTV, parcialmente de propriedade da BBC Worldwide, bem como os próprios canais da Sky.

#### Sky Go
Sky Go é fornecido gratuitamente para assinantes da Sky (TV via satélite) e permite que eles assistam canais ao vivo e sob demanda por meio de uma conexão à Internet em um computador ou dispositivo móvel. Em 29 de maio de 2009, foi confirmado que o Sky Go seria disponibilizado no Xbox 360. Em novembro de 2011, a Sony Computer Entertainment fechou um acordo com a Sky para trazer alguns de seus programas para a PlayStation Store. Os usuários podem comprar episódios de TV individuais em SD ou HD. Em 3 de dezembro de 2014, Sky Go tornou-se disponível no PlayStation 4 sob o nome "TV from Sky", seguido pelo PlayStation 3 em 29 de janeiro de 2015.

#### Sky Store
A Sky Store possui uma biblioteca de filmes do Sky Cinema que podem ser alugados ou comprados, seja por meio de um aplicativo ou cópias físicas em DVD/Blu-ray pelo correio. A Sky Store está disponível em caixas Sky Q, bem como por meio de aplicativos em dispositivos como computadores e dispositivos móveis. Está disponível para qualquer pessoa com um dispositivo compatível e não requer assinatura da Sky TV.

#### NOW
Um serviço de televisão over-the-top sem contrato da Sky. O serviço é fornecido em um dispositivo NOW ou por meio de um aplicativo em computadores, dispositivos móveis, decodificadores e smart TVs selecionados. AGORA é separado do serviço principal da Sky TV.

### Canais
| Canal                | Canal                          | Detalhe |
| Nome                 | Logo                           | Detalhe |
| -------------------- | ------------------------------ | --- |
| Sky Showcase         |                                | Sky Showcase é um canal linear de eventos principais que faz a curadoria de uma seleção dos principais programas de todo o portfólio de marcas de entretenimento da Sky. Foi lançado em 1 de setembro de 2021 junto com o Sky Max. |
| Sky Max              |                                | O canal foi anunciado em 28 de julho de 2021 para substituir o Sky One, que estava no ar há quase 40 anos. Ele transmite a produção de entretenimento e drama anteriormente exibida no Sky One - a produção de comédia, em sua maior parte, transferida para a Sky Comedy.                                                                               |
| Sky Atlantic         |                                | O canal é dedicado principalmente a programas importados dos Estados Unidos. Ele também transmite muitos dramas originais da Sky produzidos no Reino Unido. Está disponível exclusivamente na plataforma de TV via satélite Sky (incluindo Sky Go) e na plataforma Now TV.                                                                               |
| Sky Comedy           |                                | O canal transmite predominantemente programação importada dos Estados Unidos, como da irmã corporativa NBC e dos canais premium HBO e Showtime, com os direitos deste último expirando no final de 2021. Também transmite sitcoms clássicos, bem como filmes de comédia, stand-up ao vivo e talk shows.                                                  |
| Sky Witness          |                                | O canal transmite principalmente programas dos Estados Unidos, voltados para a faixa etária de 18 a 45 anos. Uma versão italiana do Sky Witness, chamada Sky Investigation, foi lançada em 1 de julho de 2021. |
| Sky Mix              | Ficheiro:Sky Mix 2023 logo.png | Anteriormente chamado de Sky Three, Sky3, Sky 3, Pick TV e Pick, o Sky Mix é um canal aberto. Apesar de ser um canal totalmente novo, esta é a segunda vez que o nome “Sky Mix” é utilizado pela Sky. Entre vários nomes anteriores, o Sky Replay (canal irmão deste Sky Mix) era anteriormente conhecido como 'Sky One Mix' e 'Sky Mix' de 2004 a 2005. |
| Comedy Central       |                                | Em parceria com a Paramount Global, este canal é específico para públicos no Reino Unido e na Irlanda. Transmite programação do canal original norte-americano. |
| Comedy Central Extra |                                | Em parceria com a Paramount Global, este canal é específico para públicos no Reino Unido e na Irlanda. Também transmite programação do canal Comedy Central. |
| Challenge            |                                | O canal transmite principalmente game shows do Reino Unido e de todo o mundo, com algumas produções originais. |

| Canal | Canal | Detalhe |
| Nome  | Logo  | Detalhe |
| ----- | ----- | --- |
| Blaze |       | Uma parceria com a A&E Networks. O canal oferece programação dos canais da A&E. Blaze foi o primeiro canal lançado no Reino Unido pela A&E Networks. A abreviatura "A&E" é comumente usada para significar "Accident and Emergency unit" ("Unidade de Acidentes e Emergências") no Reino Unido, mas a empresa decidiu não usar esse nome para o canal. |

| Canal                 | Canal | Detalhe |
| Nome                  | Logo  | Detalhe |
| --------------------- | ----- | --- |
| Sky Arts              |       | O canal oferece 24 horas por dia de programas dedicados às artes intelectuais, incluindo apresentações teatrais, filmes, documentários e música.                                                              |
| Sky Crime             |       | O canal foi lançado em 1º de outubro de 2019, substituindo o Real Lives. Sky Crime transmite dramas policiais da Oxygen, HBO, Jupiter Entertainment e Woodcut Media.                                          |
| Sky Documentaries     |       | Lançada em 27 de maio de 2020, o Sky Documentaries transmite programação importada da HBO junto com programação original.                                                                                     |
| Sky History           |       | Uma parceria com a A&E Networks. O canal transmite programas relacionados a eventos e pessoas históricas. Há também reality shows, ufologia e programas paranormais. Tem um cana irmão chamado Sky History 2. |
| Sky Nature            |       | O canal transmite conteúdo original da Sky, conteúdo do canal canadense Love Nature e a coleção de programação de David Attenborough da Sky. Sua programação é destinada a conteúdos sobre a Natureza.        |
| Crime & Investigation |       | Uma parceria com a A&E Networks. O canal transmite principalmente programação de crimes reais e é uma versão europeia da rede norte-americana de mesmo nome.                                                  |

| Canal           | Canal | Detalhe |
| Nome            | Logo  | Detalhe |
| --------------- | ----- | --- |
| Sky News        |       | O canal tem 24 horas de informação direta, sendo o primeiro canal europeu em seu gênero. A Sky News surgiu em 5 de fevereiro de 1989 pela empresa Sky Television Plc que pertencenceu ao grupo News Corporation, ex produtora do canal FOX, nos Estados Unidos. |
| Sky News Arabia |       | O canal de notícias árabe 24 horas que é transmitido principalmente no Oriente Médio e Norte da África. É uma joint venture entre o Sky Group e a corporação International Media Investments, com sede nos Emirados Árabes Unidos.                              |

| Grupo      | Grupo      | Detalhe |
| Nome       | Logo       | Detalhe |
| ---------- | ---------- | --- |
| Sky Cinema | Sky Cinema | Os canais Sky Cinema são atualmente transmitidos nas plataformas de satélite Sky e a cabo Virgin Media e, além disso, o conteúdo sob demanda do Sky Cinema está disponível por meio deles, bem como via Now, EE TV e TalkTalk TV. |
| Sky Sports | Sky Sports | Grupo de canais de esportes de televisão por assinatura. A Sky Sports é a marca dominante de esportes de televisão por assinatura no Reino Unido e na Irlanda.                                                                    |